# Daniel Barbosa
Daniel Camargo Barbosa, conosciuto come La bestia delle Ande (Colombia, 22 gennaio 1930 – Quito, 13 novembre 1994), è stato un serial killer colombiano che uccise almeno 72 giovani donne; resta tuttora sospettato di 150 omicidi.

## Storia
Barbosa, a partire dal 24 maggio 1958, collezionò una serie di arresti per vari crimini (furto, stupri con la complicità di una donna, mancato possesso di carta d'identità).
Barbosa finì in prigione il 3 maggio 1974, pochi minuti dopo aver violentato e ucciso una bambina di 9 anni, Elizabeth Telpes, a Barranquilla; era stato identificato da María Alexandra Vélez, sopravvissuta ad un tentato omicidio. Barbosa riuscì a fuggire dal carcere colombiano nel novembre 1984 e ad andare in Ecuador, dove iniziò la sua serie di violenze e uccisioni ai danni di ragazze vergini. Una delle zone più colpite fu Guayaquil (almeno 54 stupri e omicidi). Ricominciò a uccidere a partire dal 18 dicembre.
Il 22 febbraio 1986 Barbosa fu arrestato a Quito per l'assassinio di un'altra bambina di 9 anni; possedeva una borsa con i suoi abiti macchiati di sangue. Egli confessò di aver ucciso 71 ragazze dopo la fuga dalla prigione due anni prima e diede le indicazioni per il ritrovamento dei cadaveri, che però a tutt'oggi non sono stati ancora rinvenuti. Le attirava fingendosi un pastore Protestante che doveva andare a spedire dei soldi ma non conosceva la strada; in cambio avrebbe dato loro una piccola ricompensa. Portate in zone boschive e molto lontane, le stuprava e strangolava; se opponevano troppa resistenza le accoltellava con un machete. Barbosa aveva un Q.I. di 116, era misogino e soffriva di sadismo.
Barbosa fu condannato nel 1989 a soli 16 anni di carcere (il massimo della pena disponibile nell'Ecuador) e incarcerato con Pedro Alonso López (scarcerato nel 1998 dopo avere commesso tra i 110 e gli oltre 350 omicidi). La Bestia delle Ande fu uccisa nel 1994 in carcere dal cugino di una delle vittime, Giovanny Arcesio Noguera Jaramillo.